# Kurt Heinrich (Elektrotechniker)
Kurt Heinrich (* 7. Januar 1893 in Kirchberg (Sachsen); † unbekannt/nach 1941) war ein deutscher Elektrotechniker, HF-Techniker, leitender Dozent des Bereichs Elektrotechnik an der Ingenieur-Akademie Wismar (heute Hochschule Wismar), Freimaurer der Wismarer Freimaurerloge „Athanasia zu den drei Löwen“ und engagierter Funkamateur. Außerdem wirkte er als Sachverständiger für Elektrotechnik.

## Leben und Wirken

### Ausbildung und frühe Jahre
Kurt Heinrich war der Sohn des Eisenbahningenieurs Friedrich Paul Heinrich (1862–1936) und dessen Ehefrau Hulda Marie geb. Oppe (* 1863).
Nach dem Abitur am Gymnasium in Freiberg absolvierte er 1914 eine Ausbildung im Elektrizitätswerk Lichtenberg/Erzgebirge. Ab 1915 folgte ein Studium der Elektrotechnik an der Technischen Hochschule Dresden. Nach der Diplomvorprüfung arbeitete er im Konstruktionsbüro Marktredwitz und bei der AEG Bayreuth, bevor er sein Studium 1917 als Diplomingenieur abschloss. 1925 wurde er an der Technischen Hochschule Dresden zum Dr.-Ing. promoviert.
Während des Ersten Weltkriegs wurde er im Kriegsdienst zunächst im Kriegsamt Berlin in der Sektion Elektrotechnik eingesetzt und arbeitete ab 1918 bei der Pöge AG in Chemnitz. Etwa im Jahr 1920 gründete er in Chemnitz ein privates Elektrotechnisches Institut. Parallel dazu wirkte er als Dozent am Technikum Hainichen. Im Jahr 1922 wechselte Heinrich als Oberingenieur und Vertreter der technischen Direktion zur Elektromaschinenfabrik Neumarkt/Oberpfalz.

### Ingenieur-Akademie Wismar
Im selben Jahr bewarb er sich an der Ingenieur-Akademie Wismar, wo er als Dozent die Abteilung und das Labor der Elektrotechnik übernahm. Sein privates Elektrotechnisches Institut brachte Heinrich als erstes An-Institut der Akademie mit ein. Dieses betrieb unter Heinrichs Leitung eine der allerersten Versuchsfunkstationen Deutschlands. Als leitender Dozent der Elektrotechnik zählte er gleichzeitig zu den stellvertretenden Akademiedirektoren und war auch zeitweilig amtierend.
Heinrich entwickelte Qualitätsstandards zur laboratoriumstechnischen Ausbildung von Elektroingenieuren, sodass Wismars Absolventen der Elektrotechnik  unter Heinrich als leitendem ET-Dozenten einen guten Ruf hatten, besonders bei den Berliner Großunternehmen wie AEG, Siemens & Halske, Telefunken und Osram, die Heinrich einmal im Jahr persönlich besuchte. Über viele Jahre wurden die Bewerbungen Wismarer Absolventen von diesen Unternehmen bevorzugt berücksichtigt.
1927 propagierte Heinrich seine Vorstellungen von Qualitätsstandards bezüglich der laboratoriumstechnischen Ausbildung von Elektroingenieuren an höheren Technischen Lehranstalten in einem Artikel in der Elektronischen Zeitschrift. Er favorisierte universitäre Unterrichtsgestaltung, forderte die Abkehr von „zu festem Schulbetrieb,...der die Hörer unfrei macht“ und sah vor allem höhere Anforderungen an die Qualifikation und Auswahl der Dozenten (Probezeit bei Mitsprache der Industrie, jährliche Betriebsexkursionen usw.). Für dieses Postulat wurde er unter der Dozentenschaft nicht nur bewundert und er hatte Widersacher, sodass es immer wieder zu Spannungen kam.
1930 war Heinrich als gewählter Dozentenvertreter Mitglied im Kuratorium. Am 5. April 1930 bat er ohne Begründung um die Entbindung von dieser Aufgabe. Nachdem Heinrich Ende des Jahres 1931 plötzlich fristlos gekündigt wurde, folgten zweijährige Prozesse über mehrere Instanzen, die 1934 mit einem Vergleich und einer befristeten Wiedereinstellung Heinrichs bis zum 31. März 1935 endeten.

### Nach 1935
Nach den jahrelangen Prozessen war Heinrich gesundheitlich angeschlagen und finanziell mittellos. Da die NSDAP ihn als ungeeignet eingestuft hatte, auch weil er Mitglied der Wismarer Freimaurerloge „Athanasia zu den drei Löwen“ war, die wie alle anderen Logen 1935 verboten worden waren, scheiterten diverse Bewerbungen Heinrichs. Laut Aktenlage verließ Heinrich Wismar mit seiner Familie zwischen Mai 1935 und spätestens Mai 1937. Über den weiteren Verbleib Heinrichs ist nichts bekannt.

### Privates
Kurt Heinrich war seit 1922 mit Ingrid geb. Sturm verheiratet, aus der Ehe stammte eine Tochter.

## Versuchsfunk und der Funkverein Wismar e.V.
Bereits in Chemnitz beschäftigte sich Heinrich mit Versuchsfunk, bei dem es um die Entwicklung und Erprobung von Funkanlagen für Forschungszwecke ging, was in den Anfangsjahren den Amateurfunk einschloss. 1924 gehörte er zu den ersten Versuchsfunk-Genehmigungsinhabern in Deutschland. Ab 1924 betrieb er im Laboratorium der Ingenieur-Akademie mit dem weiteren Dozenten Joachim Stein die Experimentalfunk-/Amateurfunk-Sendestation.
Vor dem Hintergrund des Ende 1923 eingeführten Unterhaltungsrundfunks in Deutschland, wo zur Hörerqualifizierung das Engagement von Fachleuten und Radio- und Funkvereinen gefragt war und man sich dazu im Deutschen Funk-Kartell organisierte, gründete Heinrich am 10. Juni 1925 den Wismarer Funkverein e.V. Dieser umfasste bis zu 30 Personen und organisierte Ausbildung, Prüfungen, Exkursionen, Bastelabende und Funkausstellungen. Nach der Auflösung des Deutschen Funk-Kartells im Jahr 1925 wurde der Funkverein Wismar e.V. Mitglied im D.F.T.V.
Für Amateurfunk betrieb Heinrich eine Kurzwellenstation im Laboratorium der Ingenieur-Akademie, die auch für studentische Praktika zum Einsatz kam. Vollzogene Funkverbindungen wurden mit QSL-Karten bestätigt.

In den Anfangsjahren schlossen diese Versuchsfunk-Lizenzen mit wissenschaftlichen Hintergrund den Amateurfunkbetrieb mit ein. Nach einer Eingabe des D.A.S.D. beim Reichspostministerium vom 7. Dezember 1933 wurden mit Schreiben der Oberpostdirektionen (OPD) vom 13. Januar 1934 allen rein „wissenschaftlichen Lizenzen“ ab sofort jeglicher Amateurfunkverkehr untersagt. Dies sei nur mit einer Mitgliedschaft im D.A.S.D. und erfolgreich abgelegter Prüfung zum Funkamateur möglich. Dieses Vorhaben wurde nun durch Joachim Stein als Heinrichs Nachfolger in Angriff genommen. Für den Aufbau einer kompletten neuen Kurzwellenstation (Sender und Empfänger) setzte Stein den seit 1932 eingestellten Assistenten Ing. Karl Wilke ein. Doch Wilkes überraschende Entlassung (im Gegenzug zu Heinrichs Wiedereinstellung 1934) ließ das Vorhaben abrupt enden.

## Patente
Heinrich werden zwei Patente zugerechnet:
- 1921/1923: Einrichtung zur Schnellreglung elektrischer Maschinen
- 1931: Reduzierung von Rundfunkstörungen durch Halbwattlampen[14]

## Veröffentlichungen (Auswahl)
Heinrich veröffentlichte in den Jahren 1927–1931 mehrere Artikel teils zu seiner experimentellen Forschung im Elektrotechnischen Laboratorium der Wismarer Ingenieur-Akademie in der Fachzeitschrift Elektrotechnische Zeitschrift, dem Zentralblatt Elektrotechnik / Organ der VDE.
Artikel in Elektrotechnische Zeitschrift
- Über die Ursache des Elektrisierens bei Berührung nicht geerdeter in Betrieb befindlicher Wechselstrommotoren. Januar 1927
- Über die laboratoriumstechnische Ausbildung von Elektroingenieuren an höheren Technischen Lehranstalten Mai 1927
- Störungen von Rundfunkempfang durch Quecksilberdampf-Gleichrichter Heft 35 1928
- Über die Beeinflussung des menschlichen Organismus beim Arbeiten am Kurzwellensender Juli 1929
- Über neue Erscheinungen im Kondensatorfelde sehr schnell schwingender Stromkreise Nov. 1929
- Über eine Möglichkeit, Rundfunkstörungen zu unterdrücken, die durch elektrische Schaltwerke entstehen Oktober 1931
- Messen kurzer Wellenlängen von Röhrengeneratoren nach System Lecher in CQ Mai 1930

Bücher
- Die theoretischen Grundlagen der Wechselstrommaschinen. Dr. Max Jänecke, Verlagsbuchhandlung, Leipzig 1930, DNB 573728135